# Virginiai nagyfülű denevér
A virginiai nagyfülű denevér vagy Townsend-hosszúfülűdenevér (Corynorhinus townsendii) az emlősök (Mammalia) osztályának denevérek (Chiroptera) rendjéhez, ezen belül a kis denevérek (Microchiroptera) alrendjéhez és a simaorrú denevérek (Vespertilionidae) családjához tartozó faj.

## Előfordulása
Észak-Amerika és Mexikó barlangjainak lakója.

## Megjelenése
Közepes méretű denevérfaj, hossza 90–115 mm, szárnyfesztávolsága 297–320 mm, tömege 5-13 g. Nagy füleiről nevezetes, amik 25 cm hosszúak.

## Életmódja
Este repül ki a barlangból - mint más denevérfaj - rovarokra vadászva, ultrahanggal tájékozódik a környezetébe lévő tárgyakról. Megeszik őket a kígyók, a mosómedvék, a házi patkányok és a házi macskák. A párzási időszak novembertől februárig tart.  A vemhessége 56-100 napig tart, ennek végén egy kölyök születik, az elválasztásra 6 hónaposan kerül sor. Élettartama 21 év.